# Estadio Ramón Sánchez Pizjuán
Estadio Ramón Sánchez Pizjuán är en fotbollsarena i Sevilla i Spanien, där det lokala laget Sevilla FC spelar sina matcher i Liga BBVA, den spanska högstadivisionen.
Arenan har stått värd för såväl Europacupfinalen 1986 mellan FC Steaua Bukarest och FC Barcelona som en av semifinalerna i fotbolls-VM 1982, där Spanien stod värd, och Tyskland slog ut Frankrike på straffsparkar. Idag är arenans kapacitet 45 500 åskådare.
Estadio Ramón Sánchez Pizjuán omges, i likhet med Real Betis hemmaarena Benito Villamarín, av liv och rörelse på läktarplats.

## Genomsnittliga läktarsiffror
Nedan syns snittantalet åskådare för tre av de senaste fotbollssäsongerna.
- 2010/2011 – 35 789
- 2011/2012 – 34 706
- 2012/2013 – 29 587